# Franciskanorden

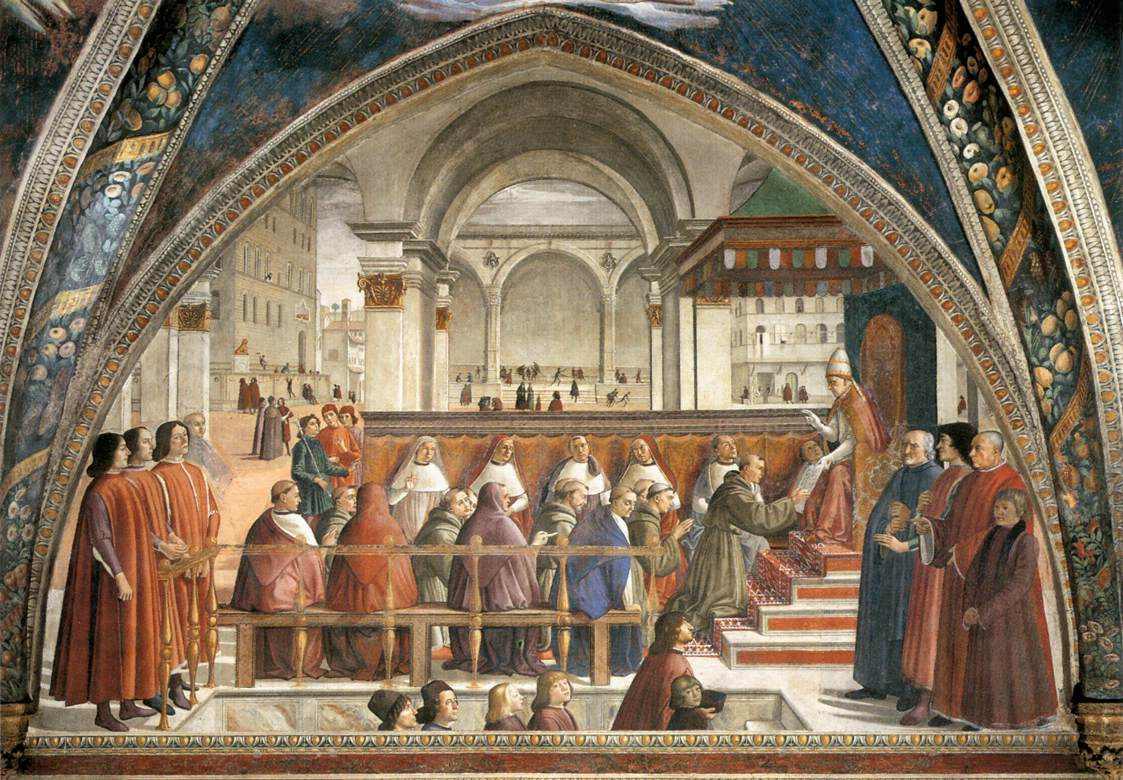
Antagandet av fansciskanreglerna av Domenico Ghirlandaio i Capella Sassetti i Florens i Italien

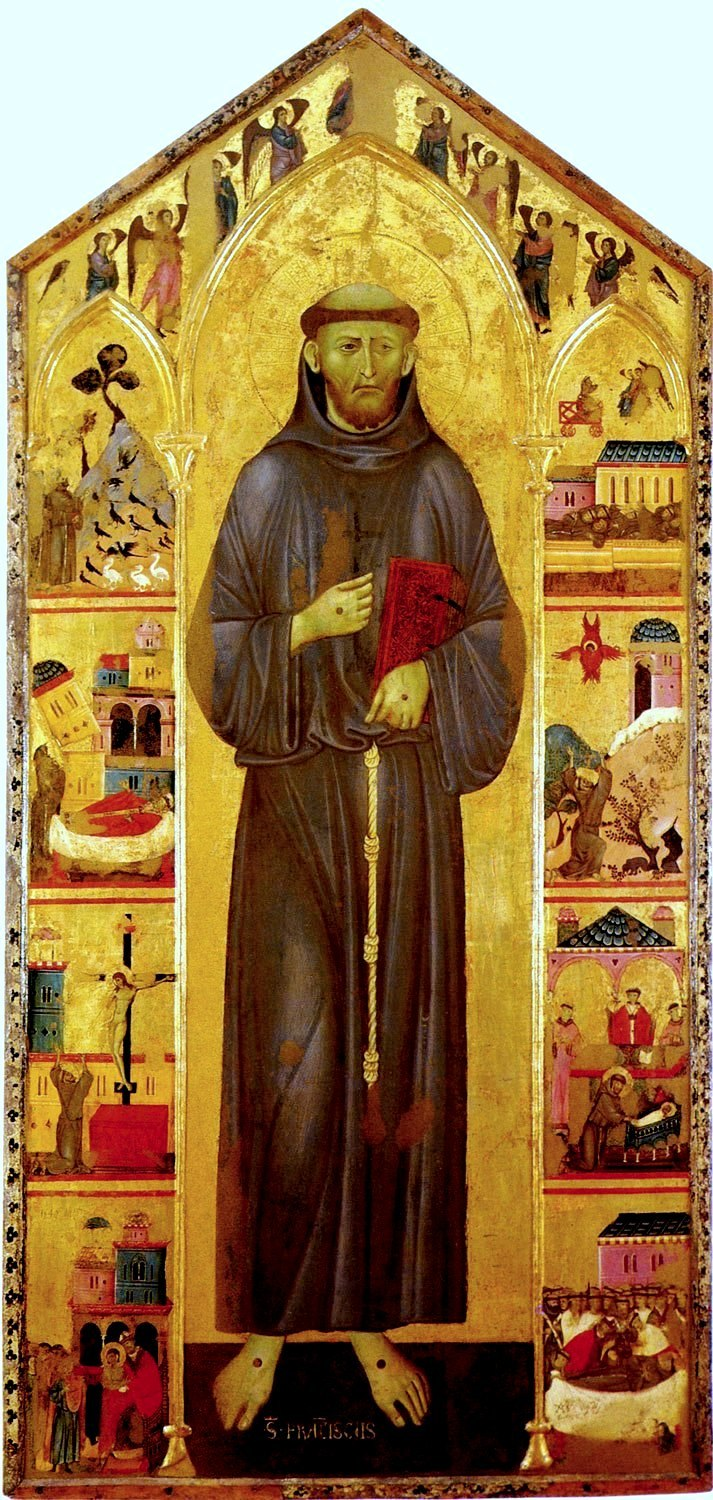
Ordensgrundaren Franciskus av Assisi av Guido di Graciano i Pinacoteca Nazionale i Siena i Italien

Franciskanorden (latin: Ordo Fratrum Minorum, O.F.M., "mindre brödernas orden"), även Franciskanerorden, är en katolsk mendikantorden som grundades omkring 1210 av Franciskus av Assisi. Franciskanordens munkar kallas minoriter, "de små bröderna", barfotabröder eller gråbröder, gråmunkar, av deras grå klädnad, som dock kan vara grå eller svart, med ett vitt rep med tre knutar kring midjan. Knutarna symboliserar ordenslöftena fattigdom, kyskhet och lydnad.
Gråbröderna har varit verksamma i Sverige sedan ett första konvent anlades på 1220-talet. 
Efter mystiska upplevelser började Franciskus förkunna total fattigdom. Det fanns vid denna tid redan ordnar vilkas anhängare levde egendomslösa, men de hade istället utvecklat ett kollektivt ägande i sina kloster. Detta motsatte sig Franciskus, varför orden inte har kloster utan konvent och inte kallas munkar och nunnor utan bröder och systrar, vilka inte är fast knutna till ett visst ordenshus.
Franciskus började få anhängare 1209, och samma år eller 1210 fick gruppen Innocentius III:s muntliga tillstånd att predika. Någon verklig orden fanns dock inte vid denna tid, men efter sin uppenbarelse i Portiuncula 24 februari 1209 hade han fastställt ordens "första regel" som en uppmaning till sina lärjungar, att i apostolisk fattigdom predika bättring och frid, och att skänka bort all sin egendom och leva på allmosor. I samband med Franciskus missionsresa till Orienten 1219 uppstod stridigheter inom brödraskapet, något som ledde till att han såg sig nödgad att skapa en fastare organisation, och under inflytande av kardinal Ugolino, senare påve under namnet Gregorius IX, utvidgade han lärjungarnas regelverk med "den andra regeln", vilken stadfästes av brödrakonciliet 1221. Vid det Fjärde Laterankonciliet 1215 förbjöds stiftandet av nya ordnar, men Franciskanordens regelverk, Regula Bullata, fick ändå sitt slutliga erkännande av Honorius III 29 november 1223. I samband med detta skedde en omarbetning av ordensreglerna, där redigeringen helt leddes av kardinal Ugolino, "den tredje regeln".
Franciskanorden växte snabbt efter grundandet. Redan under Franciskus levnad fanns fem tusen bröder, och tidigt uppstod en skillnad i ordens inriktning. Konventualerna strävade efter att göra Franciskanorden till en orden i kurians tjänst, medan en strängare riktning, observanterna eller spiritualerna, krävde ett fasthållande vid den bokstavliga ordalydelsen av Franciskus testamente, där han förbjöd bröderna att utverka påvliga privilegier och varnade för alla avvikelse från fattigdomsplikten.
Konventualerna under ledning av Elias av Cortona vann striden och en påvlig bulla 1230 förklarade testementet ej vara bindande och gav åt ordensregeln en tolkning som medgav maskerad egendomsbesittning. Visserligen blev Elias av Cortona avsatt som ordensgeneral 1239, men i ordensledningen gjorde sig snart åter konventualernas riktning gällande, och nya påvliga privilegier utverkades. En medlande riktning företräddes bland annat av Bonaventura, vilken som ordensgeneral 1257-74 försökte utjämna motsättningarna inom orden. De skärptes dock ytterligare, sedan en påvlig bulla 1279 bekräftat och utvidgat nyttjanderätten för rikedomar orden förvärvat. Observanterna förföljdes och drevs till öppen kamp mot påvedömet. Enskilda grupper bröt sig ur orden, och i vissa kretsar gick man till öppen strid mot ordensledningen. Flera av de radikalare kyrkorörelserna under medeltiden stod i kontakt med observanterna. Efter nya försök att återställa enheten blev dualismen inom Franciskanorden till slut formligt legaliserad av Leo X genom en bulla 1517, som ställde observanterna och konventualerna under var sin general.
I Italien kallas observanterna för i Frati della Communità – gemenskapens bröder, där de levde i städer för att kunna sprida det kristna budskapet. Denna gren bär grå dräkt. Under Napoleon I:s välde i Frankrike dolde många konventualer sin dräkt under en svart prästkappa av rädsla för förföljelse, och internationellt finns därför konventualer med både grå och svart dräkt. 
År 1525 sprang en ny gren av franciskanorden fram ur observanterna: kapucinerna. Även de bär brun dräkt. Padre Pio tillhörde denna gren.
Observanterna kom med tiden att delas i fyra skilda grupper som återförenades 1897 och fick namnet franciskaner rätt och slätt. I dag finns således tre huvudgrenar av franciskanorden: franciskaner (OFM), konventualer eller minoriter (OFMConv) och kapuciner (OFMCap).
Franciskanernas "andra orden", klarissorna, är en nunneorden som till skillnad från de manliga ordnarna är en regelrätt klosterorden. Denna grundades av Franciskus vän Klara av Assisi 1212.
Den franciskanska "tredje orden", bestående av både män och kvinnor, grundades 1221 för dem som av olika skäl inte kunde bli munkar eller nunnor men ändå ville följa i Franciskus spår. Denna tredjeorden, även kallad tertiärer, uppdelades på 1400-talet i en sekulär och en reguljär variant. Den senare följer en ordensregel och kallas Tertius Ordo Regularis, förkortat T.O.R.

## Karaktäristik
Alla franciskanbröder oavsett gren bär ett vitt rep, cingulum, runt midjan. Repet har tre knutar för att påminna om de tre konventlöftena: lydnad, fattigdom och kyskhet.
Franciskanorden är i likhet med dominikanorden en tiggarorden. Bröderna ska alltså leva på allmosor, gåvor från befolkningen. De ägnar sig historiskt åt sjukvård, själavård och predikan och lade från början mindre kraft till studier och kunskap än dominikanerna. Det finns dock betydelsefulla lärda franciskaner såsom Bonaventura och John Duns Scotus.

## Franciskanorden i Sverige

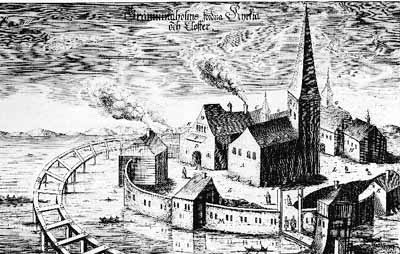
Gråbrödraklostret i Stockholm på Blodbadsplanschen 1524

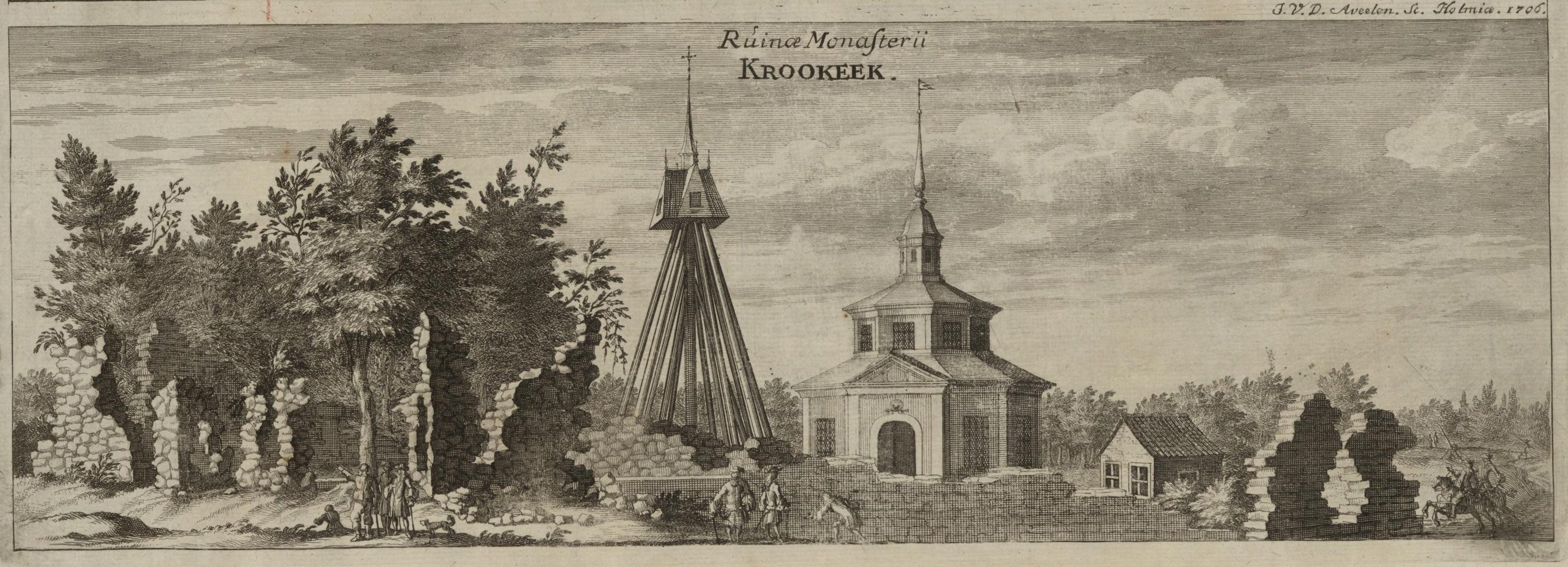
Krokeks konvent

Franciskanorden har varit verksam i Sverige sedan det första konventet anlades på 1220-talet. Franciskanerna hade under medeltiden 16 brödrakonvent och ett systrakloster (clarissor). Ruiner på flera platser, samt bevarade kyrkor som Riddarholmskyrkan i Stockholm, Sankta Maria i Sigtuna, Heliga Trefaldighets kyrka i Arboga  samt Raumo konvent i Finland. En ruin efter Sankta Katarina klosterkyrka finns vid torget i Visby och Gråbrödraklostret från 1267 finns i Ystad. 

### Historiska konvent i dåvarande Sverige
- Visby konvent, Gotland (1233–)
- Söderköpings konvent, Östergötland (1235–1520)
- Uppsala konvent, Uppland  (1247–)
- Enköpings konvent, Uppland, etablerades kring 1250
- Skara konvent, Västergötland (omnämnt 1259, –)
- Gråbrödraklostret i Stockholm, Gråmunkeholmen, Stockholm, (1270–); systerkloster Sankta Klaras systerkloster grundat 1286 av Magnus Ladulås
- Linköpings konvent, Östergötland, (1287–)
- Arboga konvent, Västmanland (1253–)
- Jönköpings kloster, Småland (1283–)
- Nyköpings konvent, Södermanland (1200-talet–)
- Krokeks konvent, Östergötland (omnämnt 1440–)
- Raumo konvent, Satakunta (omnämnt 1449–)
- Kökars konvent, Hamnö Åland, (troligen i mitten av 1400-talet–)
- Nylödöse konvent, Västergötland (1473–)
- Viborgs konvent, Karelska näset (omnämnt 1403–)
- Växjö konvent (1400-tal)
- Sankta Klara kloster i Stockholm (Sankta Klaras orden, 1289–1727)

### Historiska konvent i Skåne, Blekinge, Halland, Bohuslän och Jämtland
- Gråbrödraklostret i Ystad (1267 –)
- Sankta Annas kloster i Halmstad (1494–)
- Gråbrödraklostret i Lund (1238–)
- Franciskanerklostret i Malmö
- Franciskanklostret i Sölvesborg
- Franciskanklostret i Trelleborg (1267)
- Sankta Clara kloster på Torkö (1460-talet–)
- Franciskanerklostret i Kongahälla (före 1180–)
- Marstrands kloster

### Franciskanorden i Sverige i nutid

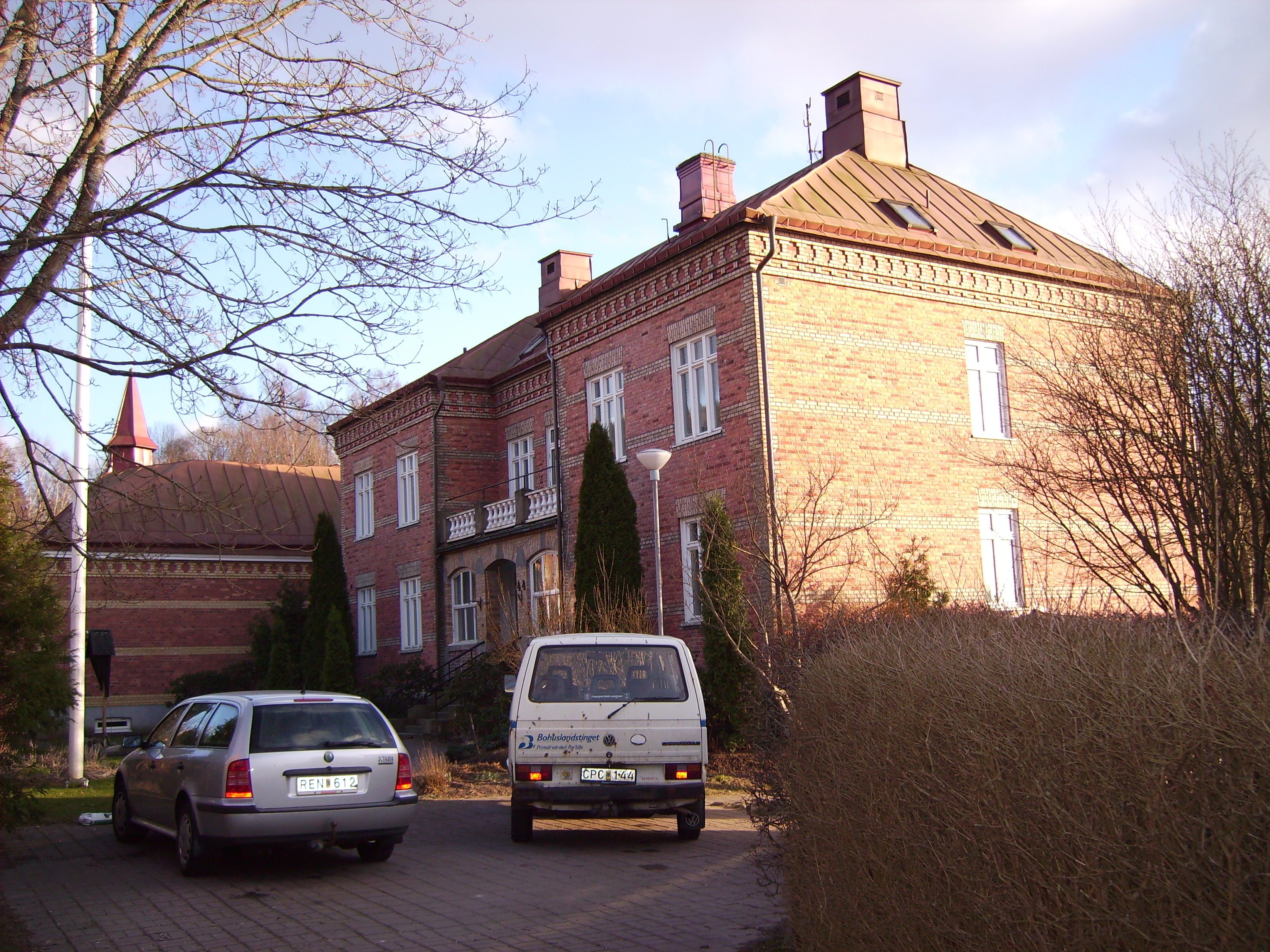
Franciskusgården i Jonsered, 2007.

I dag finns i Sverige konventualer i Jönköping och Motala, minoriter i Stockholm, Borås, Västerås och Visby, kapuciner i Haninge, Nacka, Skövde och Angered samt bröder tillhörande den helige Franciskus Tredje Reguljära Orden för Botgörare i Franciskusgården i Jonsered.